# ハクオー
ハクオーとは日本の競走馬である。1953年に春の中山大障碍優勝、春秋の京都大障碍を連覇した。

## 出自

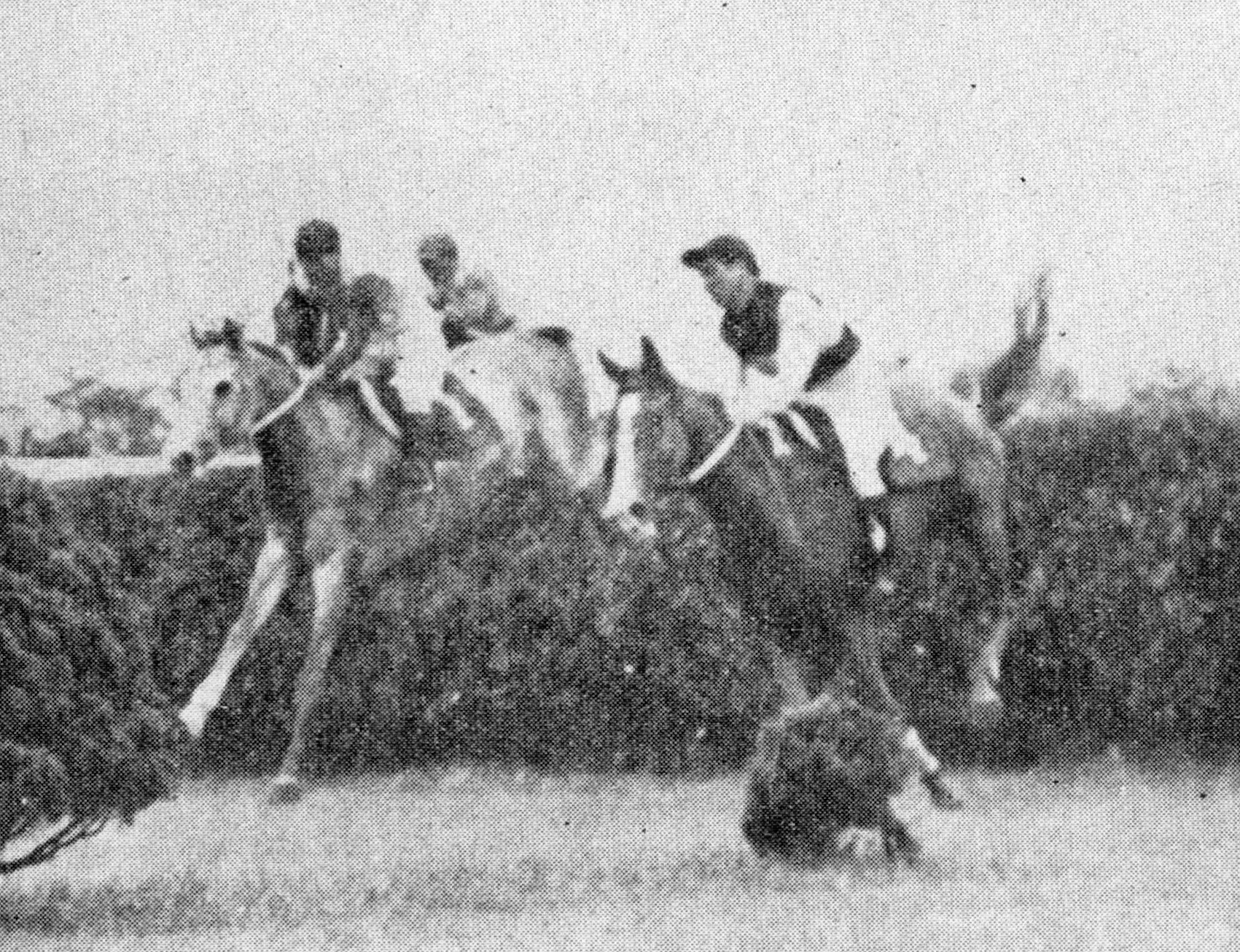
京都大障碍（春）
大生垣を飛越するハクオー（左）とニユーベツシー

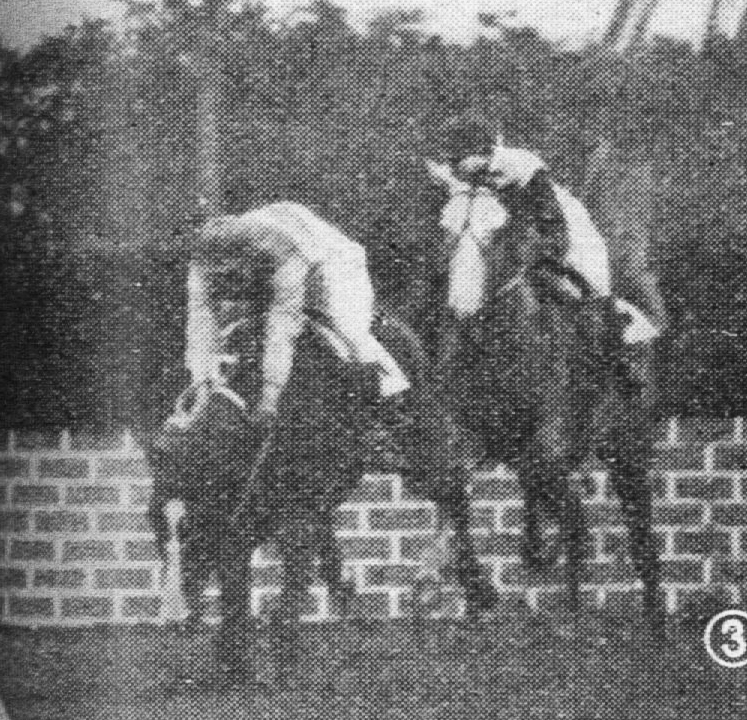
中山大障碍（春）
大土塁飛越で躓くニユーベツシー（左）、右はハクオー

父は1947年春の目黒記念優勝馬アサフジ、母は芦毛の祐星で競走名コクサイイチとして1944年の秋季京都の能力検定競走に出走したが2戦0勝。全弟に1959年春の京都大障碍を制したイチイチ、そして同じく全妹に1972年の最優秀障害馬ムーテイイチを産んだブゼンアサイチがいる。

## 経歴
1951年7月15日の小倉競馬場800mの競走でデビュー、12頭立ての9着に敗れた。その後も5着、6着、9着、9着と低空飛行が続き、6戦目は単勝投票数1776票のうちハクオーに投じられたのは1票のみとなり9頭立ての最下位。7戦目では単複とも1票のみで7頭立ての6着、8戦目でついに単勝無投票となった。しかし、10月末からの京都開催に入り競走距離が1000mに伸びると徐々に成績が上昇し、14戦目で8頭立ての3着と初めて賞金圏内に入った。同年中は17戦して連対することもなかったが、1952年に入ると2戦目で初勝利をあげ、10月までに平地では28戦6勝、オープン競走にも勝利した。
11月から障害競走に転向。初戦は4頭立ての3着に敗れたが、3戦目で障碍特別を勝って障害初勝利を挙げた。その後も勝利を続け、1953年4月末までに障害戦では13戦8勝を記録。そして5月5日に行われた関西では戦後初の障害重賞となる第1回京都大障碍に出走した。関西馬5頭に関東馬ニユーベツシーを加えた6頭で争われ、レースはほぼ一段のまま進んだが、最後は先行したハクオーが抜け出して優勝した。2着は2馬身差でキユウシユウが入りニユーベツシーは5馬身3/4差の4着だった。
その後は中山大障碍を目指して東上。大障碍前に3戦したがニユーベツシーには連敗して1勝2敗の成績だった。大障碍は前年の優勝馬カツシロ、サチヒカリの2頭がいずれも回避。新鋭のモモタロウ、カクセイ、サチフサなども出走を見合わせ、結局ハクオーのほか、ニユーベツシーとアサミネの3頭立てで行われることになった。ハクオーが1番人気、差のない2番人気にニユーベッシー、そして実績のないアサミネは離れた3番人気でスタートした。レースはハクオーとニユーベツシーが先頭を争い、アサミネは大きく置かれる展開で進んだが、レース後半に入った大土塁障害でニユーベツシーが躓き谷岡騎手が落馬。これで勝負は決定的となり、そのままハクオーが独走のままゴールを駆け抜け、遥か後方のアサミネが大差で2位入線した。
その後ハクオーは8月末の平地戦で復帰したのち、障害6連勝。秋の京都大障碍は67kgを背負ってトリフネに2馬身1/2の差で連覇し、阪神の障碍特別では73kgで勝利した。同年11月から1954年は斤量増の影響から平地での出走が増え、障害では6戦して1勝の成績にとどまった。秋の京都大障碍は68kgで出走して5頭立ての3着。その後秋の中山大障碍を目指して再び東上したが、10月23日の中山の障害オープンで落馬競走中止。これを最後に競走に出走することなく、翌1955年2月19日に登録を抹消。同年春より中山競馬場で誘導馬となった。

## 競走成績（障害競走のみ）
| 年月日 | 年月日 | 競馬場 | 競走名           | 頭数 | 人気 | 着順     | 騎手 | 斤量 | 距離（馬場）   | タイム | 着差       | 1着馬/（2着馬）    | 斤量 |
| 1952   | 11.2   | 阪神   | サラ系障碍       | 4    | 3人  | 3着      | 齊藤 | 56   | 障2200（良）   |        | 大差       | マサホマレ         | 58   |
|        | 11.15  | 京都   | サラ系障碍       | 5    | 2人  | 2着      | 齊藤 | 56   | 障2300（良）   |        | アタマ     | ロールフレイ       | 58   |
|        | 12.1   | 京都   | 障碍特別         | 9    | 1人  | 1着      | 齊藤 | 56   | 障2900（良）   | 3:18.2 | 1.3/4身    | （マサホマレ）     | 57   |
|        | 12.7   | 阪神   | サラ系障碍       | 4    | 1人  | 1着      | 齊藤 | 57   | 障2590（良）   | 2:55.2 | 2.1/2身    | （マサホマレ）     | 55.5 |
|        | 12.21  | 阪神   | 障碍特別         | 6    | 1人  | 1着      | 齊藤 | 62   | 障2900（良）   | 3:18.2 | 2.1/2身    | （ヤワタヤマ）     | 51.5 |
| 1953   | 1.4    | 京都   | サラ系障碍       | 5    | 1人  | 1着      | 齊藤 | 60   | 障2470（良）   | 2:50.0 | 1.1/2身    | （アサハギ）       | 54   |
|        | 1.11   | 京都   | 障碍特別         | 7    | 1人  | 転倒中止 | 齊藤 | 65   | 障2900（稍重） |        |            | タケミドリ         | 63   |
|        | 2.14   | 小倉   | サラ系障碍       | 5    | 2人  | 1着      | 齊藤 | 61   | 障2600（不）   | 2:59.0 | 2.1/2身    | （ヤワタヤマ）     | 55   |
|        | 3.14   | 京都   | サラ系障碍特ハン | 10   | 1人  | 2着      | 齊藤 | 65   | 障2900（良）   |        | 1身        | タケミドリ         | 64   |
|        | 3.21   | 京都   | サラ系障碍       | 6    | 1人  | 1着      | 齊藤 | 60   | 障2470（稍重） | 2:51.0 | 6身        | （キユウシユウ）   | 58   |
|        | 4.5    | 阪神   | サラ系障碍       | 4    | 1人  | 3着      | 齊藤 | 60   | 障2590（良）   |        | ハナ+1身   | タケミドリ         | 64   |
|        | 4.11   | 阪神   | サラ系障碍       | 5    | 1人  | 1着      | 齊藤 | 60   | 障2590（不）   | 2:56.4 | 9身        | （キユウシユウ）   | 58   |
|        | 4.29   | 京都   | サラ系障碍       | 4    | 2人  | 1着      | 齊藤 | 61   | 障2470（良）   | 2:45.0 | 2身        | （ニユーベツシー） | 57   |
|        | 5.5    | 京都   | 京都大障碍       | 6    | 1人  | 1着      | 齊藤 | 60   | 障3100（良）   | 3:32.6 | 2身        | （キユウシユウ）   | 60   |
|        | 5.23   | 東京   | サラ系障碍       | 5    | 3人  | 3着      | 齊藤 | 63   | 障2700（稍重） |        | 1.1/4+クビ | ニユーベツシー     | 58   |
|        | 5.30   | 東京   | サラ系障碍       | 3    | 1人  | 1着      | 齊藤 | 63   | 障2700（稍重） | 3:10.4 | 1.1/4身    | （サチヒカリ）     | 65   |
|        | 6.20   | 中山   | サラ系障碍       | 3    | 2人  | 2着      | 齊藤 | 64   | 障2600（良）   |        | 5身        | ニユーベツシー     | 59   |
|        | 6.28   | 中山   | 中山大障碍       | 3    | 1人  | 1着      | 齊藤 | 62   | 障4100（稍重） | 4:45.6 | 大差       | （アサミネ）       | 57   |
|        | 9.13   | 中京   | サラ系障碍       | 5    | 1人  | 1着      | 齊藤 | 66   | 障砂2600（不） | 3:11.0 | 6身        | （コーワヒメ）     | 51   |
|        | 9.27   | 中京   | 障碍特別         | 4    | 1人  | 1着      | 齊藤 | 66   | 障砂2600（良） | 3:11.4 | 1.1/4身    | （コーワヒメ）     | 54   |
|        | 10.10  | 京都   | サラ系障碍       | 7    | 1人  | 1着      | 齊藤 | 67   | 障2470（稍重） | 2:46.6 | 1/2身      | （エゾホマレ）     | 57   |
|        | 10.18  | 京都   | 京都大障碍       | 6    | 1人  | 1着      | 齊藤 | 67   | 障3100（良）   | 3:37.0 | 2.1/2身    | （トリフネ）       | 55   |
|        | 10.24  | 阪神   | サラ系障碍       | 10   | 1人  | 1着      | 田所 | 67   | 障2590（良）   | 2:55.6 | 1.1/4身    | （シーカーフ）     | 51   |
|        | 11.3   | 阪神   | 障碍特別         | 5    | 1人  | 1着      | 齊藤 | 73   | 障2900（良）   | 3:20.4 | 3/4身      | （ヤワタヤマ）     | 57   |
| 1954年 | 4.17   | 阪神   | サラ系障碍       | 4    | 3人  | 3着      | 関川 | △70  | 障2590（良）   |        | 8.1/2身    | ミヤコマ           | 58   |
|        | 4.26   | 阪神   | サラ系障碍       | 9    | 4人  | 2着      | 坂内 | 72   | 障2590（良）   |        | 1/2身      | ヤングフジ         | 52   |
|        | 5.2    | 阪神   | 障碍特別         | 5    | 1人  | 5着      | 坂内 | 71   | 障2900（良）   |        | 大差       | アラワシ           | 63   |
|        | 6.13   | 阪神   | 障碍特別         | 5    | 2人  | 1着      | 坂内 | 68   | 障2900（良）   | 3:13.6 | 1/2身      | （トキノオーザ）   | 68   |
|        | 10.10  | 京都   | 京都大障碍       | 5    | 1人  | 3着      | 坂内 | 68   | 障3100（良）   |        | 3.3/4身    | ヨシミノリ         | 58   |
|        | 10.23  | 中山   | サラ系障碍       | 6    | 6人  | 落馬中止 | 横山 | △73  | 障2600（良）   |        |            | ヨシミノリ         | 61   |